# Turniej mężczyzn w hokeju na trawie na Letnich Igrzyskach Olimpijskich 2012
Rywalizacja w hokeju na trawie mężczyzn na XXX Letnich Igrzyskach Olimpijskich w Londynie rozgrywana była od 30 lipca do 11 sierpnia. Turniej rozgrywano w Riverbank Arena na terenie Parku Olimpijskiego w Londynie.

## Uczestnicy
1. Argentyna
2. Australia
3. Belgia
4. Hiszpania
5. Holandia
6. Indie
7. Korea Południowa
8. Niemcy
9. Nowa Zelandia
10. Pakistan
11. Południowa Afryka
12. Wielka Brytania

## Sędziowie
- Christian Blasch
- Ged Curran
- David Gentles
- Marcin Grochal
- Colin Hutchinson
- Nigel Iggo
- Hamish Jamson
- Kim Hong-Lae
- Germán Montes de Oca
- Raghu Prasad
- Tim Pullman
- Marcelo Servetto
- Gary Simmonds
- Nathan Stagno
- Simon Taylor
- Roel van Eert
- John Wright

## Faza pucharowa

### Mecz o 11 miejsce
| 11 sierpnia 20128:30 WET | Południowa Afryka                                            | 3:2 | Indie                                        |  |
| 11 sierpnia 20128:30 WET | Andrew Cronje 7' Timothy Drummond 33' Lloyd Norris-Jones 64' | 3:2 | 13' (kar.) Sandeep Singh 66' Dharamvir Singh |  |
| 11 sierpnia 20128:30 WET | Lloyd Norris-Jones 31' · Timothy Drummond 38'                | 3:2 | 28' S. K. Uthappa · 33' V. R. Raghunath      |  |

### Mecz o 9 miejsce
| 9 sierpnia 20128:30 WET | Argentyna                         | 1:3 | Nowa Zelandia                                                |  |
| 9 sierpnia 20128:30 WET | Pedro Ibarra 58' (kar.)           | 1:3 | 3' Stephen Jenness 20' Richard Petherick 28' Nicholas Wilson |  |
| 9 sierpnia 20128:30 WET | Matias Vila 34' · Lucas Rossi 34' | 1:3 | 5' Shaw Bradley · 35' Dean Couzins · 65' Facundo Callioni    |  |

### Mecz o 7 miejsce
| 9 sierpnia 201211:30 WET | Pakistan                                                           | 3:2 | Korea Południowa       |  |
| 9 sierpnia 201211:30 WET | Muhammad Waqas 30' Abdul Haseem Khan 43' Muhammad Imran 60' (kar.) | 3:2 | 29', 32' Hyun Hye-Sung |  |

### Mecz o 5 miejsce
| 11 sierpnia 201211:30 WET | Hiszpania                                                                   | 2:5 | Belgia                                                                                     |  |
| 11 sierpnia 201211:30 WET | Ramón Alegre 18' (kar.) Eduard Tubau 60'                                    | 2:5 | 2' Jerome Dekeyser 20' (kar.), 31' (kar.) Tom Boon 23' Florent Van Auben 51' Thomas Briels |  |
| 11 sierpnia 201211:30 WET | Sergi Enrique 25' · Alex Fàbregas 53' · Ramón Alegre 59' · Eduard Tubau 66' | 2:5 | 11' Jerome Truyens · 60' John-John Dohmen                                                  |  |

### Półfinały
| 9 sierpnia 201215:30 WET | Australia                                      | 2:4 | Niemcy                                                                        |  |
| 9 sierpnia 201215:30 WET | Kieran Govers 21' Glenn Turner 41'             | 2:4 | 26' Moritz Fürste 53' Matthias Witthaus 58' (kar.) Timo Weß 62' Florian Fuchs |  |
| 9 sierpnia 201215:30 WET | 27' Maximilian Müller · 51' Christopher Zeller | 2:4 |                                                                               |  |

| 9 sierpnia 201220:00 WET | Wielka Brytania                            | 2:9 | Holandia |  |
| 9 sierpnia 201220:00 WET | Ashley Jackson 17' (kar.) Robert Moore 64' | 2:9 | 8' (kar.), 14', 59' (kar.) Roderick Weusthof 32', 43', 50' Billy Bakker 46' Teun de Nooijer 21' (kar.) Mink van der Weerden 47' Floris Evers |  |
| 9 sierpnia 201220:00 WET | Iain Lewers 68'                            | 2:9 | 29' Roderick Weusthof |  |

### Mecz o 3 miejsce
| 11 sierpnia 201215:30 WET | Australia                                                  | 3:1 | Wielka Brytania        |  |
| 11 sierpnia 201215:30 WET | Simon Orchard 16' Jamie Dwyer 47' (kar.) Kieran Govers 56' | 3:1 | 28' (kar.) Iain Lewers |  |
| 11 sierpnia 201215:30 WET | 43' Alastair Wilson                                        | 3:1 |                        |  |

### Finał
| 11 sierpnia 201220:00 WET | Niemcy                                         | 2:1 | Holandia                        |  |
| 11 sierpnia 201220:00 WET | Jan Philipp Rabente 32', 65'                   | 2:1 | 53' (kar.) Mink van der Weerden |  |
| 11 sierpnia 201220:00 WET | Thilo Stralkowski 29' · Christopher Wesley 56' | 2:1 |                                 |  |

## Medaliści
| Medal  | Reprezentacja |
| ------ | ------------- |
| złoto  | Niemcy        |
| srebro | Holandia      |
| brąz   | Australia     |